# Antonio Segura Cervera
Antonio Segura Cervera   (València, 13 de juny de 1947 - València, 31 de gener de 2012) fou un reconegut guionista de còmic valencià, creador de nombroses sèries i personatges com Bogey, Hombre, Sarvan, Kraken o Eva Medusa. Es corresponia amb la figura clàssica del narrador: un autor capaç de resoldre amb solvència qualsevol història, en qualsevol escenari i amb qualsevol temàtica.

## Obra
| Anys         | Títol        | Dibuixant        | Publicació         | Editorial                           | Gènere                         |
| ------------ | ------------ | ---------------- | ------------------ | ----------------------------------- | ------------------------------ |
| 01/1981-1992 | Hombre       | José Ortiz       | Cimoc, K.O. Cómics | Norma Editorial, Ediciones Metropol | Ciència-ficció                 |
| 01/-03/1981  | Bogey        | Leopoldo Sánchez | Cimoc, K.O. Cómics | Norma Editorial, Ediciones Metropol | Gènere policíac-ciència-ficció |
| 1983         | Kraken       | Jordi Bernet     | Metropol, Zona 84  | Ediciones Metropol, Toutain Editor  |                                |
| 1984-86      | Sarvan       | Jordi Bernet     | Cimoc              | Norma Editorial                     | Fantàstic                      |
|              | Orka         | Luis Bermejo     | Cimoc              | Norma Editorial                     |                                |
|              | Eva Medusa   | Ana Miralles     |                    |                                     |                                |
| 1997-2011    | Tex          |                  |                    | Sergio Bonelli Editore              | Oest                           |
| 2000-2004    | Magico Vento |                  |                    | Sergio Bonelli Editore              | Oest i Terror                  |